# Oleg Swjatoslawitsch
Oleg Swjatoslawitsch (ukrainisch Олег Святославич; * um 955; † 977) war ein Fürst der Drewljanen.

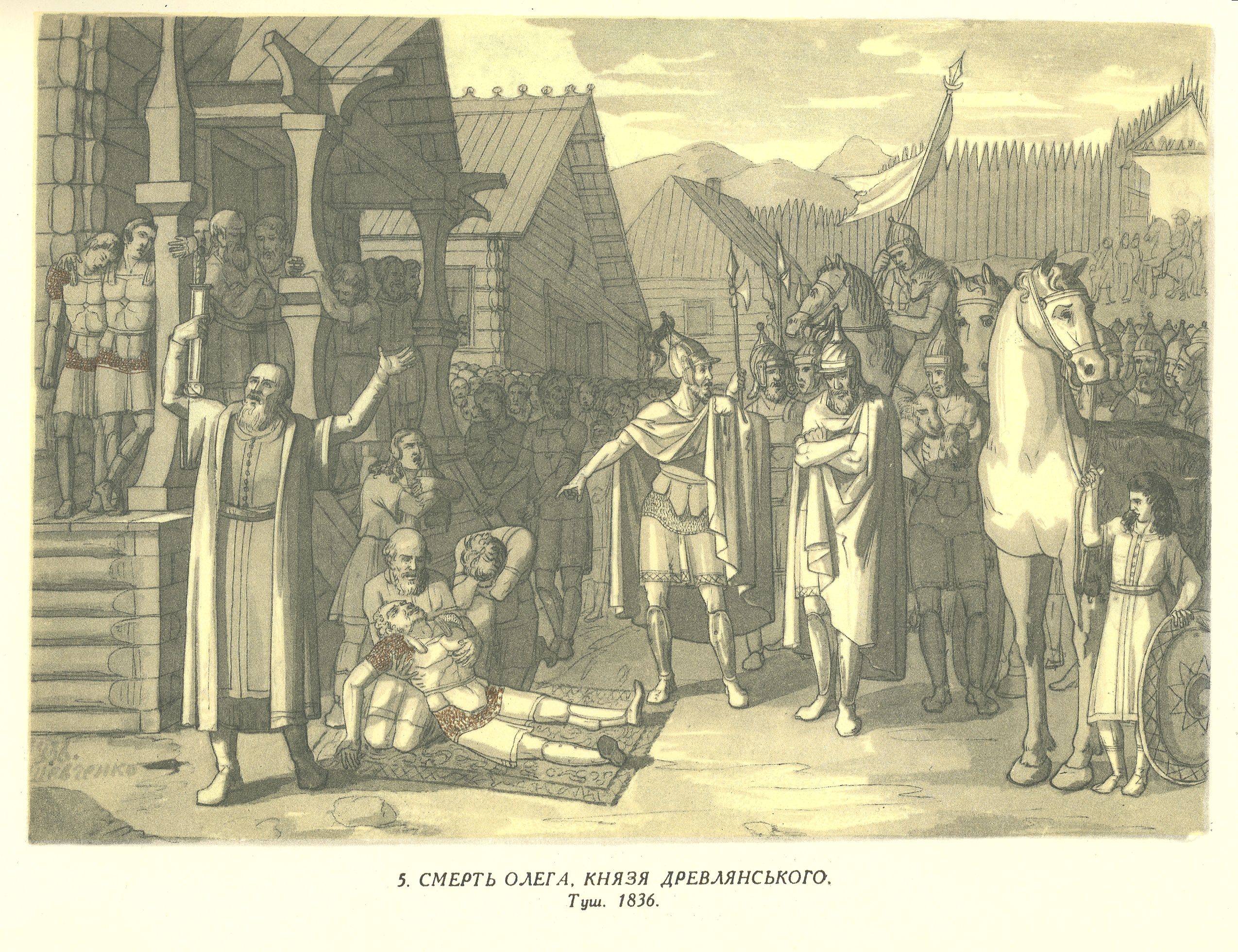
Tod von Oleg, Prinz der Drewljanen; Taras Schewtschenko zwischen 1830 und 1847

## Leben
Oleg war ein Sohn von Fürst Swjatoslaw I. von Kiew, seine Mutter wurde nicht genannt. Er wurde wahrscheinlich um 955 geboren.
970 wurde er Fürst der Drewljanen, als sein Vater zu einem Kriegszug zu den Wolgabulgaren zog. Sein Bruder Jaropolk wurde Fürst von Kiew. Um 972 begannen Streitigkeiten zwischen den beiden. Angeblich soll der Grund die Ermordung des Sohnes des Heerführers von Jaropolk durch Oleg gewesen sein.
977 starb Oleg im Zuge dieser Auseinandersetzungen durch einen Sturz von einer Brücke vor der Burg Owrutsch.

## Ehen und Nachkommen
Eine Ehefrau und Nachkommen wurden in altostslawischen Chroniken nicht erwähnt.
Eine tschechische Chronik aus dem 16. Jahrhundert nennt einen Oleg aus der Rus als Stammvater des Geschlechtes der Žerotin in Mähren.